# Fotis Vasilopoulos
Fotis Vasilopoulos (Grčki:  Φώτης Βασιλόπουλος) je grčki profesionalni košarkaš. Igra na poziciji razigravača, a trenutačno je član AEK-a iz Atene. Brat je starijeg poznatijeg košarkaša Panagiotisa Vasilopoulosa koji igra za grčki Olympiakos.

## Zanimljivosti
Njegov brat Panagiotis Vasilopoulos rođen je na isti datum 8. veljače, ali dvije godine poslije njega. 

## Vanjske poveznice
- Profil[neaktivna poveznica] na AEK Atena (grč.)
- Profil[neaktivna poveznica] na Basketpedya.com